# Серж Арош
Серж Арош (на френски: Serge Haroche) е френски физик, носител на Нобелова награда за физика от 2012 г.

## Биография
Серж Арош е роден на 11 септември 1944 г. в Казабланка, Мароко в семейство на евреи. Баща му е адвокат от мароканско-еврейски произход, а майка му е учителка от руско-еврейски произход. Семейството напуска Мароко през 1956 г. и се преселва във Франция.
Серж Арош следва от 1963 до 1967 г. в Париж в Екол нормал и Faculté des sciences на Парижкия университет. През 1967 г. получава докторска титла, през 1971 получава втората си докторска титла (по тогавашната двустепенна френска система). Негов ръководител е Клод Коен-Тануджи, който по-късно става носител на Нобелова награда. През 1973 г. е професор в Университет Париж-VI: Пиер и Мария Кюри до 2001 г.
От 2001 г. той е професор в Колеж дьо Франс и държи катедрата по квантова физика. Освен това е гостуващ професор в Йейлски университет от 1983 до 1993, в Масачузетски технологичен институт, в Харвардски университет и други.
На 9 октомври 2012 г. е отличен с Нобелова награда заедно с Дейвид Уайнленд за изследване на взаимодействието на светлината и материята.